# Ершов (город)
Ершо́в — город (с 1963) в России, административный центр Ершовского района Саратовской области. Расположен у истока реки Малый Узень, в 178 км к востоку от областного центра города Саратова.
Узел железнодорожных линий Приволжской железной дороги и автомобильных дорог.
Железная дорога идёт на запад, по направлению в Саратов, Москву, и на восток в Уральск и Среднюю Азию. На север отходит железнодорожная ветка на Пугачёв и Балаково.

## История

### Дореволюционное время
Ершов основан в 1893 году в связи со строительством Рязано-Уральской железной дороги как посёлок при станции Ершов (Ершово). 25 октября 1894 года был открыт участок Покровск — Уральск. 28 августа 1895 года вступила в строй ветка Ершов — Николаевск.
В 1897 году Ершов впервые упомянут в отчёте Земской управы Новоузенского уезда как населённый пункт. До октября 1917 года Ершов входил в состав Новоузенского уезда Самарской губернии.
В 1898 году в Ершове началось строительство локомотивного депо. Одновременно строились мастерские по мелкому ремонту узкоколейных паровозов.
В 1867 году в 30 км от Ершова на левом берегу реки Большой Кушум в селе Столыпино было основано заведение Столыпинских минеральных вод. Для сообщения со станцией использовались лошади и автомобиль. Потом бальнеологический курорт, ныне  санаторий им. Чапаева.
В 1900 году в Ершове открываются частные предприятия: нумера купца Власова, мясная лавка Чакаев, братья Беккер — бывший фирменный магазин горпищекомбината. Братьям Решетниковым принадлежала пекарня.
В 1904 году в Ершове открылась первая церковно-приходская школа.
К концу 1914 года население Ершова перевалило за 1000 человек.
Накануне февральской революции в городе проживало около 1200 жителей. Это были в основном железнодорожники, рабочие, грузчики и крестьяне.

### Большевистско-советский период
В 1923 году появилась первая библиотека.
В июне 1928 года была проведена административная реформа, в результате которой были упразднены уезды и губернии. Ершов стал частью Пугачёвского округа, который входил в состав Нижне-Волжского края. В 1934 году Пугачёвский округ был включён в состав Саратовского края.
С 5 декабря 1936 года и по настоящее время Ершов является частью Саратовской области.
После окончания гражданской войны в Ершове началось укрепление железнодорожного узла.
В июне 1928 года Ершов стал районным центром.
В 1929 году была организована первая машинно-тракторная станция.
В 1930 году основана газета «Ленинский путь».
В 1932 году для изучения и исследования произрастания зерновых культур в условиях сухого и орошаемого земледелия Заволжья организован участок института зернового хозяйства Юго-Востока СССР.
В 1933 году Ершов получил статус посёлка.
В 1941 году в Ершове был построен кинотеатр «Комсомолец» на 180 мест..

### Великая Отечественная война и послевоенный период
28 августа 1941 года по указу Президиума Верховного Совета СССР началось принудительное переселение немцев Поволжья. В результате выселения, которое было вызвано приближением линии фронта к территории Автономной Социалистической Советской Республики Немцев Поволжья (сейчас это юго-центральная часть Саратовской области), а также к Саратовской и Сталинградской областям, немцы были отправлены в Казахскую ССР, на Алтай и в Сибирь.
В 1954 году началось освоение целины. В Ершовском районе распахивались целинные и залежные земли, создавались новые совхозы.
В 1963 году Ершов получил статус города.

## Климат
Климат — умеренный континентальный. Зима холодная, особенно с учётом ветра и влажности. Лето жаркое и засушливое.
- Среднегодовая температура воздуха — 6,1 °C.
- Среднегодовая относительная влажность воздуха — 70 %. Среднемесячная — от 55 % в августе до 86 % в ноябре и декабре.
- Среднегодовая скорость ветра — 4,1 м/с. Среднемесячная — от 3,4 м/с в августе до 4,7 м/с в январе и феврале[6].

| Показатель              | Янв.  | Фев.  | Март  | Апр. | Май  | Июнь | Июль | Авг. | Сен. | Окт. | Нояб. | Дек.  | Год   |
| ----------------------- | ----- | ----- | ----- | ---- | ---- | ---- | ---- | ---- | ---- | ---- | ----- | ----- | ----- |
| Абсолютный максимум, °C | 6,5   | 4,1   | 20,1  | 30,5 | 35,6 | 40,1 | 40,6 | 41,2 | 36,1 | 26,8 | 15,9  | 7,8   | 41,2  |
| Средняя температура, °C | −9,5  | −9,9  | −4    | 7,4  | 15,3 | 20,4 | 22,5 | 20,6 | 14,2 | 6,3  | −2,1  | −7,9  | 6,1   |
| Абсолютный минимум, °C  | −35,8 | −33,1 | −26,9 | −14  | −4,6 | 1,5  | 6,0  | 2,9  | −5   | −9,7 | −26,5 | −31,3 | −35,8 |
| Норма осадков, мм       | 34    | 24    | 23    | 29   | 28   | 45   | 40   | 37   | 38   | 38   | 34    | 34    | 404   |
| Источник: .             |       |       |       |      |      |      |      |      |      |      |       |       |       |

## Население
Динамика численности населения по годам:
| 1910 |
| ---- |
| 589  |

| 1939    | 1959    | 1967    | 1970    | 1979    | 1989    | 1992    | 1996    | 1998    | 2000    |
| ------- | ------- | ------- | ------- | ------- | ------- | ------- | ------- | ------- | ------- |
| 14 439  | ↗19 977 | ↘19 000 | ↗21 731 | ↗22 277 | ↗24 468 | ↗24 600 | ↗25 600 | ↘25 500 | ↘25 400 |
| 2001    | 2002    | 2003    | 2005    | 2006    | 2007    | 2008    | 2009    | 2010    | 2011    |
| ↗25 500 | ↘23 848 | ↘23 800 | →23 800 | ↘23 600 | ↘23 500 | ↘23 400 | ↘23 384 | ↘21 448 | ↘21 408 |
| 2012    | 2013    | 2014    | 2015    | 2016    | 2017    | 2018    | 2019    | 2020    | 2021    |
| ↘21 200 | ↘20 927 | ↘20 763 | ↘20 557 | ↘20 290 | ↘19 993 | ↘19 590 | ↘19 237 | ↘18 796 | ↘18 095 |

На 1 января 2025 года по численности населения город находился на 725-м месте из 1124 городов Российской Федерации.

## Экономика
Среди основных промышленных и перерабатывающих предприятий города:
- локомотивное депо,
- вагонное депо,
- зерновой элеватор.

В городе расположена телерадиомачта высотой 350 м.
Важную роль в водоснабжении города и близлежащих сельскохозяйственных угодий играет Саратовский оросительно-обводнительный канал имени Е. Е. Алексеевского, впадающий в реку Малый Узень.

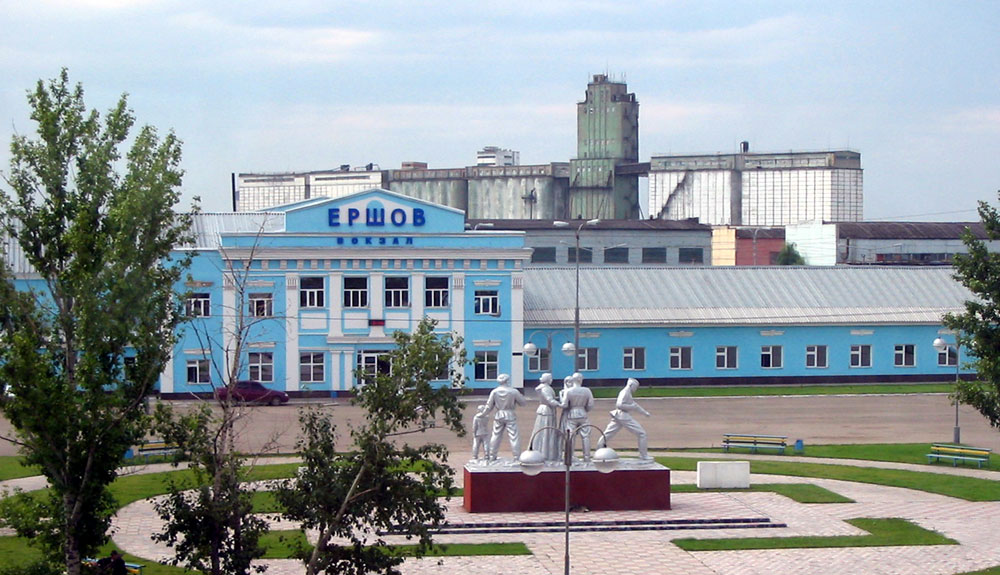
Вокзал Ершова

## Культура и образование
В городе работают:
- 6 городских школ
- школа искусств
- спортивная секция для детей с ограниченными возможностями «РИФ»
- Дом детского творчества
- краеведческий музей
- две городские библиотеки
- филиал сельскохозяйственного техникума
- филиал Саратовского государственного университета
- дорожно-техническая школа
- два дома культуры (городской и районный)
- ДЮСШ «Балканы», ФОК «Дельфин»
- редакция газеты «Степной край»
- стадион «Юность»
- Кинотеатр «Юбилейный»
- парк имени Александра Сергеевича Пушкина.

### Книги о Ершове

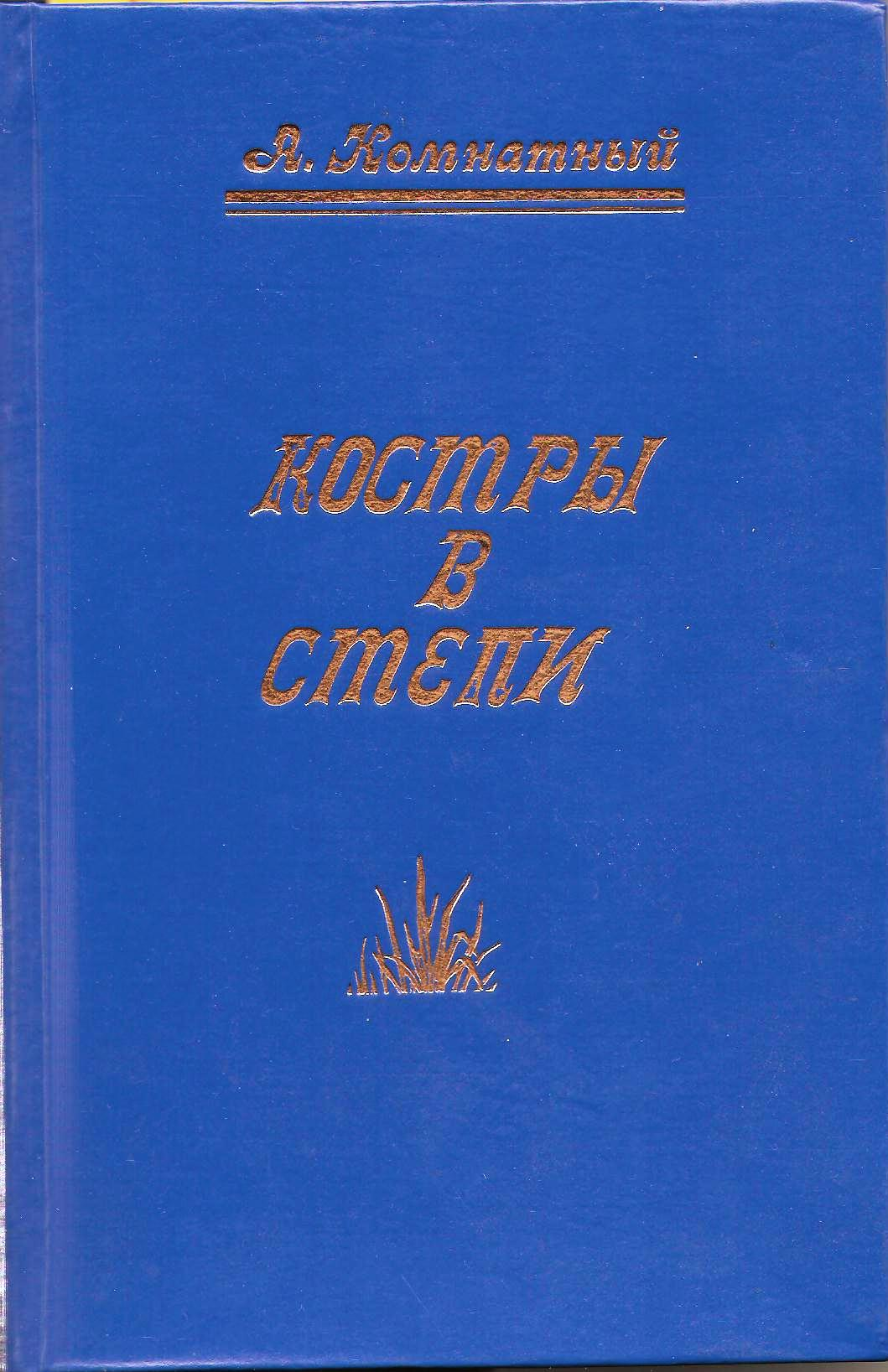
Обложка книги «Костры в Степи».

- «Костры в степи», А. П. Комнатный, 1993
- «Город Ершов», Валеев В. Х., Кузнецов С. П. Саратов: Приволжское книжное издательство, 1984. — 104 с., ил. — (Серия «Города Саратовской области»). Историко-краеведческий очерк о заволжском городе Саратовской области, о его замечательных людях.
- «Город Ершов. Записки из провинции», А. Г. Федоров: АНО «Пресс-Лицей», 2014, 126 с., ил. Яркая образная историко-краеведческая  и биографическая панорама ершовской жизни и быта в его различные времена.

## Средства массовой информации

### Радио
см. статью Радиостанции Саратовской области

### Телевидение
У города Ершова было своё собственное телевидение «ТВЦ Ершов TV». На данный момент телевидение закрыто.

### Газеты
- В городе выходит газета «Степной край», являющаяся официальным органом Ершовского муниципального района.

## Достопримечательности
На территории бывшего центрального парка на месте танцплощадки был построен храм во имя Святителя и Чудотворца Николая.
Поблизости установлен памятник героям-ершовцам, которые отдали свои жизни за установление Советской власти в годы Гражданской войны 1918 — 1922 годов. Именами двоих из них названы улицы города: Ланге и Гайдука.
На центральной площади города располагается мемориал, посвящённый героям Великой Отечественной войны.
Рядом с локомотивным депо находится «дом господ машинистов» — памятник архитектуры начала XX века.
На привокзальной площади, носящей имя Г. К. Жукова — памятник ершовцам, погибшим в годы Великой Отечественной войны.
На территории города (возле автодороги А-298, между садовыми участками и городским кладбищем) находится Радиотелевизионная мачта (Ершов), входящая в десятку самых высоких мачт на территории Российской федерации (см. Список самых высоких телевизионных башен и радиомачт России).